# キャサリン・ハーディ
キャサリン・ハーディ（Catherine Hardy Lavender、1930年2月8日 - 2017年9月8日）は、アメリカ合衆国の陸上競技選手。1952年ヘルシンキオリンピックの金メダリストである。

## 経歴
ハーディはジョージア州キャロル郡の出身。8人兄弟の3番目の子として誕生。16歳のときアラバマ州のタスキーギ大学に入学したかったが、彼女の家庭の資力ではそれはかなわずフォートバレー州立大学に進学することとした。そこで、ハーディーは以前から続けていたバスケットボールに取り組んだ。
バスケットボールを続けていたハーディだが、陸上のコーチから陸上競技に転向するよう誘われ、ハーディは競技を転向することとした。1949年に初めて陸上競技の大会に出場してから2年、ハーディは全米選手権室内の50ヤードをアメリカ新記録で制し、1951年、1952年とオールアメリカンに選出された。
1952年に大学を卒業、ヘルシンキオリンピック出場に向けてトレーニングを積み重ね、代表選考会では、50ヤード、100m、200mの3種目を制覇。200mではアメリカ新記録のおまけつきでオリンピック代表の座をつかんだ。この大会で唯一のジョージア州出身の選手でもあった。
ヘルシンキオリンピックでは、4×100mリレーの代表として出場。この競技は、女子100mを制したマージョリー・ジャクソン、3位のシャーリー・ストリックランドを要するオーストラリアが圧倒的な優勝候補であった。しかし、レースでは、オーストラリアはバトンパスを失敗し脱落。ドイツとの激しい争いとなったが、写真判定の末45.9秒の世界新記録で金メダルを獲得した。
ハーディーは、その後、教師として地元ジョージア州アトランタで活躍。1986年に母の介護のため現場を離れるも、母の死後1987年に現場に復帰した。